# Blue Moon City
Blue Moon City – gra planszowa dla 2 do 4 graczy, zaprojektowana przez Reinera Knizię i wydana po raz pierwszy w Polsce w 2007 roku przez wydawnictwo Galakta.
Celem gry jest odbudowa miasta Blue Moon City. Dzięki udziałowi w odbudowywaniu budynków miasta, których jest 20, gracze zarabiają kryształy (żetony), które następnie składają w ofierze Obeliskowi usytuowanemu w centrum miasta. Innym sposobem zdobycia kryształów jest zbieranie smoczych łusek, które po wyczerpaniu puli są wymieniane na kryształy. W odbudowie pomagają graczom przedstawiciele 8 ras zamieszkujących świat Blue Moon reprezentowani przez karty (po 10 kart na każdą rasę). Zwycięża gracz, który pierwszy złoży wymaganą liczbę ofiar (przy 2 graczach – 6 ofiar, przy 3 – 5, a przy 4 graczach – 6).
Gra była nominowana do nagrody Spiel des Jahres w 2006 roku.